# Barton-Langschnabeligel
Der Barton-Langschnabeligel (Zaglossus bartoni), auch bekannt als Östlicher Langschnabeligel ist einer der drei Arten der Langschnabeligel der Gattung Zaglossus, die auf der Insel Neuguinea endemisch sind. Diese Art wird hauptsächlich auf Papua-Neuguinea in Höhen zwischen 2000 und 3000 Metern gefunden.

## Merkmale
Er unterscheidet sich von den anderen Arten dieser Gattung durch die Anzahl der Klauen an Vorder- und Hinterpfoten; er hat je fünf Klauen an den Vorder- und je vier Klauen an den Hinterpfoten. Das Gewicht variiert zwischen 5 und 10 kg, die Körperlänge zwischen 60 und 100 cm. Der Barton-Langschnabeligel besitzt keinen Schwanz und hat dichtes, schwarzes Fell. Diese Art ist die größte aller Kloakentiere. Zur Verteidigung rollt sie sich zu einer stachligen Kugel zusammen.

## Unterarten
Es wurden folgende vier Unterarten anerkannt:
- Zaglossus bartoni bartoni im Südosten Neuguineas
- Zaglossus bartoni clunius auf der Huon-Halbinsel
- Zaglossus bartoni diamondi im Zentrum Neuguineas
- Zaglossus bartoni smeenki im Osten Neuguineas

Die Population jeder Unterart ist geographisch isoliert. Die einzelnen Unterarten unterscheiden sich hauptsächlich durch ihre Größe im Erwachsenenstadium.

## Bedrohung und Schutzmaßnahmen
Der Barton-Langschnabeligel wird von der Weltnaturschutzunion IUCN in der Roten Liste gefährdeter Arten als vom Aussterben bedroht (Critically Endangered) aufgelistet.
Als Schutz vor dem internationalen Handel wird die Art wie alle Arten der Gattung in Appendix II des  Washingtoner Artenschutz-Übereinkommen CITES geführt. Diese Maßnahme wird auf europäischer Ebene weitertransportiert, indem die Arten in Anhang B der EU-Artenschutzverordnung (EG) Nr. 338/97 bzw. EG-Verordnung 407/2009 angeführt werden.

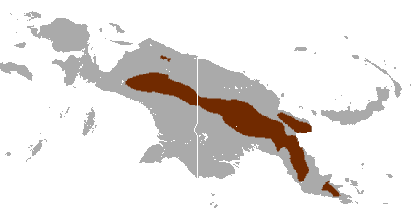
Verbreitungsgebiet des Barton-Langschnabeligels